# Helige Konstantins och Helenas kyrka, Mokrino
Helige Konstantins och Helenas kyrka (makedonska: Црква „Св. Константин и Елена“; translitteration: Tsrkva ''Sv. Konstantin i Elena'') är en makedonisk-ortodox kyrkobyggnad belägen i byn Mokrino i kommunen Novo Selo, i den statistiska regionen Sydöstra regionen i östra Nordmakedonien.
Kyrkan är helgad åt den romerske kejsaren Konstantin den store och hans mor, Helena. Den tillhör Strumicas stift.

## Bilder

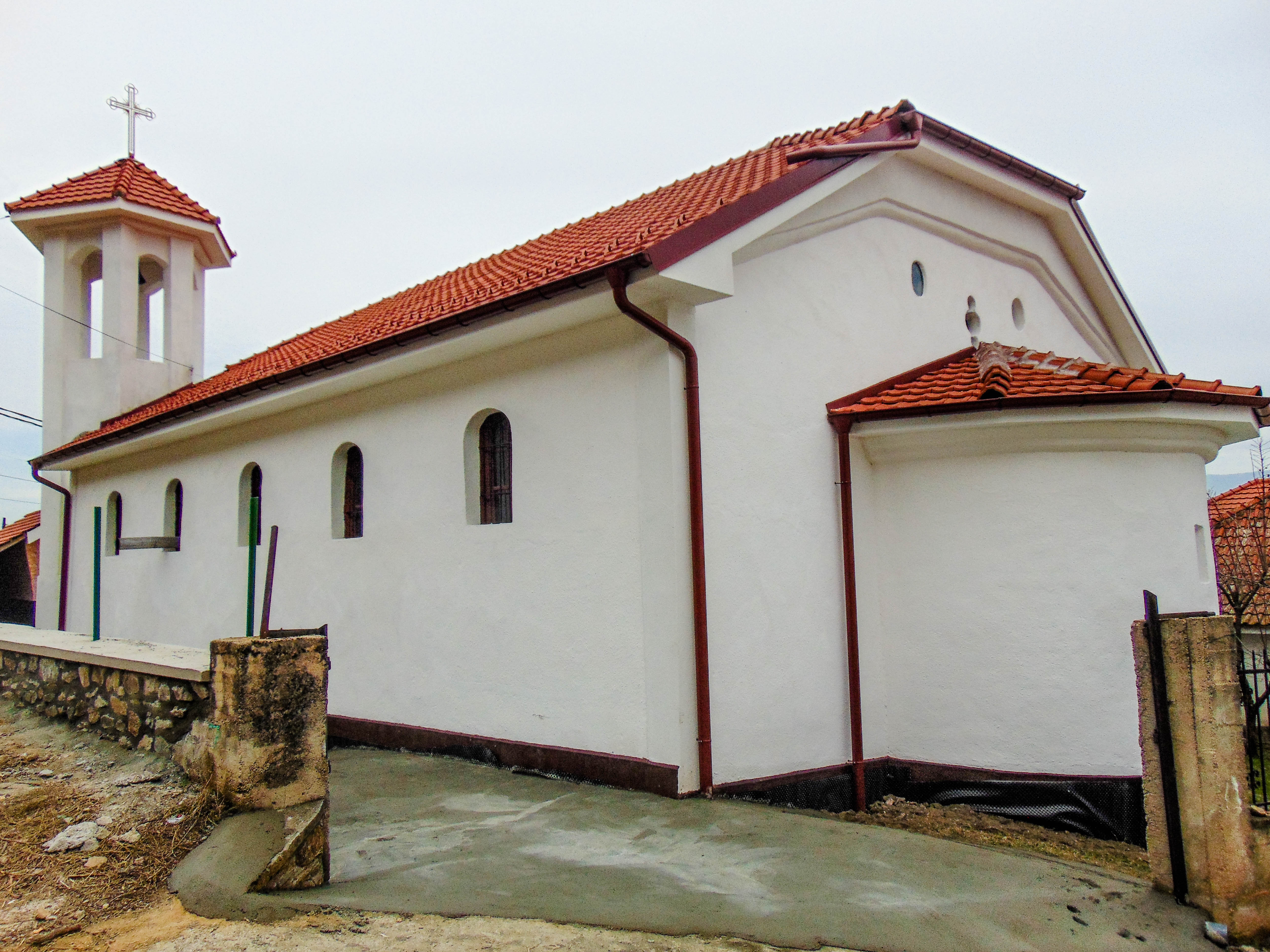
Baksidan och absiden.
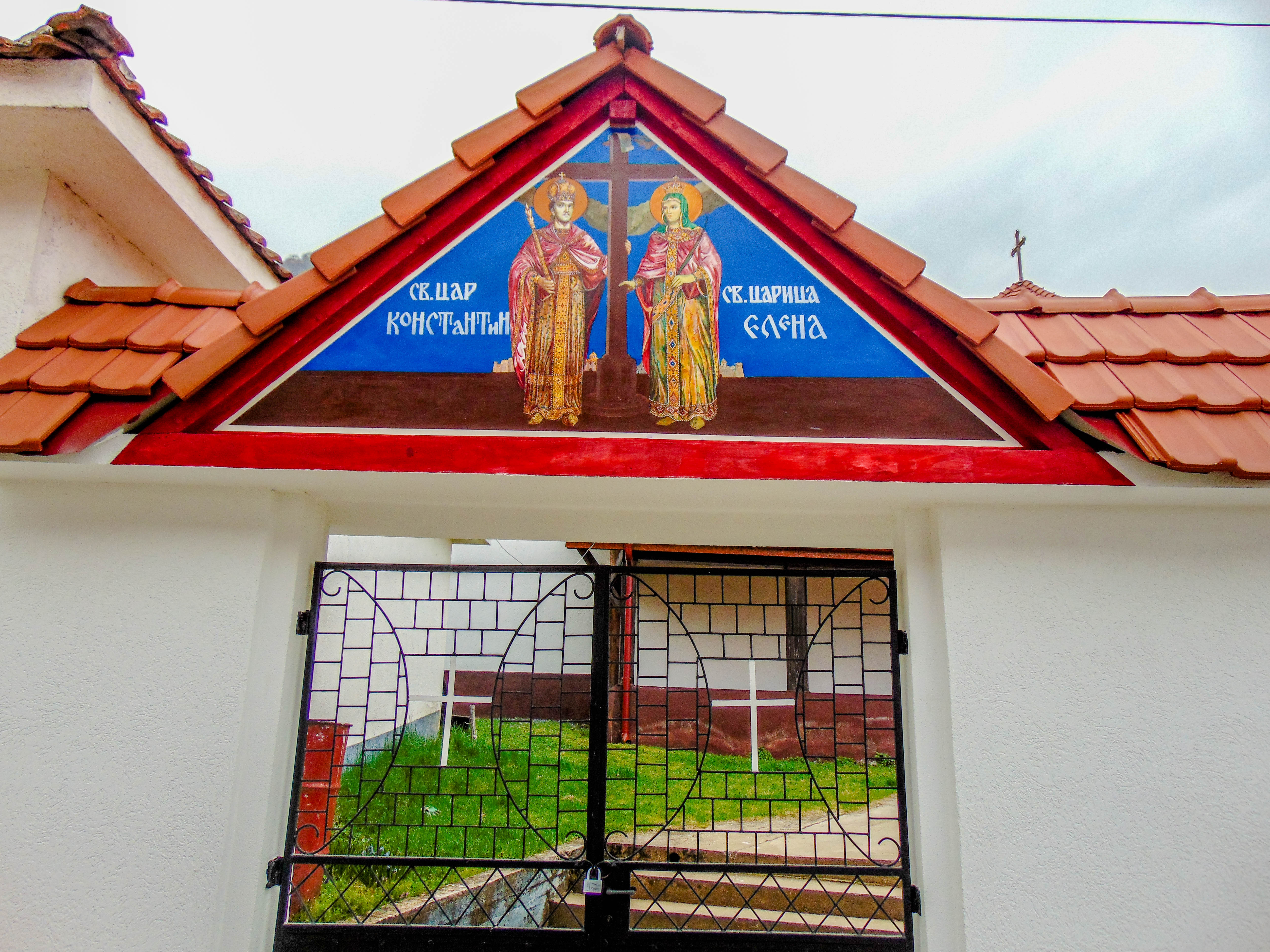
Konstantin och  Helena avbildade vid kyrkan.